# مركز تحديث الصناعة (مصر)
مركز تحديث الصناعة هو مركز حكومي مصري، يتبع وزارة الصناعة، أنشأ بقرار رئيس جمهورية مصر العربية رقم 477 لسنة 2000، بتمويل مشترك بين كل من الاتحاد الأوروبي، الحكومة المصرية، وبعض شركات القطاع الخاص في مصر، وبدأ المركز نشاطه فعليًا سنة 2002، ويهدف المركز إلى إلى دعم المؤسسات الصناعية وتقديم الدعم الفني اللازم لتطوير وتحديث المصانع داخل مصر، وتعميق التصنيع المحلي وتقليل الاعتماد على الواردات، وكذلك تمويل المصانع المتعثرة والتي تواجه صعوبات مالية.

## الفروع
يضم المركز عدد 14 فرع داخل مصر هي:
| - برج العرب الجديدة. - السادس من أكتوبر. - العاشر من رمضان. - العبور. - السادات. - دمياط. - الإسكندرية. |  | - القاهرة. - طنطا. - أسيوط. - سوهاج. - بني سويف - الفيوم - المنصورة |

## وصلات خارجية
- الموقع الرسمي للمركز.
- الصفحة الرسمية للمركز على موقع فيس بوك.